# ジャンヌ・ディエルマン ブリュッセル1080、コメルス河畔通り23番地
『ジャンヌ・ディエルマン ブリュッセル1080、コメルス河畔通り23番地』（フランス語: Jeanne Dielman, 23, quai du Commerce, 1080 Brussels）は、シャンタル・アケルマン監督・脚本による1975年のベルギー・フランス合作のドラマ映画。デルフィーヌ・セリッグ演じる女性主人公の3日間の生活が描かれている。
公開当初は批評家から賛否両論の評価を受けたが、ヨーロッパで注目を集め、後にカルト的な人気を博し、現在では史上最高の映画の一つとされている。スローシネマの代表作であると同時に、フェミニスト映画の代表作とも評されている。2000年にヴィレッジ・ヴォイス誌が行った批評家投票では、20世紀で19番目に偉大な映画に選ばれた。2022年に英国映画協会の雑誌「サイト・アンド・サウンド」が発表した10年ごとの批評家投票では1位を獲得した。また、スティーヴン・ジェイ・シュナイダーの『死ぬまでに観たい映画1001本』にも掲載されている。

## あらすじ
すべての場面は固定カメラによるワンカットで、シーン内はリアルタイムで撮影されている。
ジャンヌ・ディルマン（デルフィーヌ・セリッグ）という女性がキッチンでスープを準備している。エプロンを外し、身なりを整えて髪を整えると、玄関のドアを開け、男性を迎え入れる。彼のコート、帽子、マフラーを受け取り、部屋に案内してドアを閉める。そのドアがしばらくの間、固定ショットで映し出される。夜になり、男性とジャンヌは部屋から出てくる。ジャンヌは男性に衣服を返し、男性はジャンヌに紙幣を手渡す。ジャンヌはそれをスープ皿に入れ、ふたを丁寧に閉める。次のシーンでは、寝室でベッドに敷かれたタオルを取り除き、一度窓を開ける。その後、浴槽に座って体を洗い、浴槽の掃除をする。ダイニングではテーブルを丁寧に整え、再びキッチンに戻って料理を温める。
しばらくして若い男性が入ってくる。彼はジャンヌの息子シルヴァン（ヤン・デコルテ）で、学校から帰ってきたのだ。母子の間にはほとんど会話はない。ジャンヌはシルヴァンのコートを受け取って片付ける。ふたりは夕食をとり、ジャンヌは料理をキッチンで取り分けてから運ぶ。ジャンヌはカナダに住む姉からの手紙を読み上げる。それによって、ジャンヌが6年前に夫を亡くしたことが分かる。ジャンヌは息子に勉強をさせる。ダイニングで一人になると、新聞にざっと目を通し、クラシック音楽を聴きながら息子のためにセーターを編む。ラジオから「4つの時報」が鳴ると、編み物を片付ける。母子はエレベーターで外出し、街を歩く。リビングでは家具を動かし、ソファをシルヴァンのベッドに変える。ジャンヌが「おやすみ」を言いに来ると、ふたりの間に軽い衝突がある。
一日目が終わる。
翌朝、ジャンヌは起床し、部屋の空気を入れ替え、身支度をする。シルヴァンの服を整え、靴を磨き、朝食を準備する。自分はコーヒーをさっと飲み、シルヴァンを起こして朝食を出す。登校前に息子がお金を少し求めると、スープ皿から紙幣を取り出して渡す。ジャンヌは息子のパジャマを片付け、ベッドを戻し、食器を洗って拭く。自分のベッドを整え、布団の上に清潔なタオルを敷く。
ジャンヌは買い物に出かけ、スープ皿からお金を取り、郵便局で振込を行う。靴屋に寄り、シルヴァンの靴の修理も頼む。帰宅すると、誰かが揺りかごに入れた赤ん坊を預けに来る。赤ん坊が眠っている間に、彼女はカツレツの準備をする。女性が赤ん坊を迎えに来た際、長く話しかけてくるが、ジャンヌはそっけなく返事をし、次第に苛立つ。その後、キッチンで壁に向かってトーストを食べる。寝室で口紅を塗り、髪を整える。毛糸を買いに出かけ、カフェに入り、砂糖を入れてコーヒーを飲む。
再び家に戻ると、鍋の中身を温める。呼び鈴が鳴り、エプロンを外してドアを開けると男性が訪れる。彼のコートを受け取り、寝室へ案内する。夜になるとふたりは部屋から出てくる。男性が紙幣を手渡すと、ジャンヌはそれをスープ皿にしまうが、今度はふたを閉めない。ベッドを整え、タオルを片付け、窓を開け、浴槽を掃除する。キッチンに向かうが、浴室の電気を消し忘れていたことに気づいて戻る。鍋の中のじゃがいもが煮えすぎていたことに動揺し、浴室へ走り戻ってから、結局それを捨てる。窓と電気を閉め忘れていたことに気づき、再び戻ってそれを済ませる。じゃがいもを再度調理しようとするが、ひとつしか残っていないことに気づき、買いに出かける。帰宅したときには疲れ果てていて、皮をむく気力もない。シルヴァンが帰宅するが、まだ料理が終わっていない。ふたりはスープを食べ、野菜が煮えるのを待つ間、シルヴァンは読書し、ジャンヌは何もせず椅子に座るだけ。食後、ジャンヌは姉への返事を書き始めるが、やめる。2人は昨日と同じように散歩に出る。夜、息子は読書しているが、性的なことについて友人から聞いた話を母に問い始め、ジャンヌは話を早々に打ち切る。
二日目が終わる。
ジャンヌはベッドで目覚ましを操作し、起き上がってガウンを羽織るが、ボタンをひとつ留め忘れる。居間に向かうが、寝室の電気を消すために戻る。朝食を用意し、靴を磨こうとするがブラシを落とす。手を洗い、拭こうとしたときタオルが外れる。息子のいる居間に入ると電気をつけるがすぐに消し、いつものように静かに起こす。シルヴァンが朝食をとる際、ボタンの留め忘れを指摘される。彼の登校後、ジャンヌはベランダから外を見て、彼の名を呼ぶ。食器を洗って拭くが、ひとつを落とし、もう一度洗う。これまで厳密だった日課の中に、少しずつ乱れが見え始める。
ジャンヌは買い物に出るが、郵便局は閉まっている。ATMも故障しており、店はまだ開いていない。靴屋も閉まっているが数分後に開く。帰宅すると目覚ましで時刻を確認し、アメリカンミートの準備をする。再び時間を確認した後、キッチンで動かず座る。カフェオレを2度いれるが、味見してから流しに捨てる。もう一度コーヒーを淹れる。リビングの椅子に座り、飾り物のホコリを払う。郵便受けを確認するが何も入っていない。再び椅子に座り、じっとして待つ。ようやくベルが鳴り、赤ん坊が到着する。ソファに置いた赤ん坊が泣き出し、ジャンヌはあやそうとするが諦めてキッチンでトーストを食べる。赤ん坊は静かになる。再びベルが鳴り、赤ん坊は引き取られる。
ジャンヌはクローゼットから古いコートを持ち出し、複数の手芸店を訪れる。コートは昔、姉からもらったもので、息子には大きすぎたという。ボタンがひとつ欠けており、それを探しているが同じものが見つからない。前日と同じカフェに入るが、いつもの席が埋まっており、給仕も違う人だった。ジャンヌは何も飲まずに会計を済ませて店を出る。帰宅すると、郵便受けのそばに荷物が届いている。ベッドの上にそれを置き、ハサミを取りに行って開けると、中には姉から送られたピンクの寝間着が入っている。ベルが鳴る。ジャンヌは荷物をベッドの下に隠し、ハサミを鏡台に置く。ベッドではジャンヌが仰向けになり、男性が上に覆いかぶさっている。ジャンヌは最初拒絶するが、次第に快感を覚えていく。鏡の中で、彼女が鏡台の前でブラウスを着ている様子が映り、後ろにはベッドに座る男性の姿。ジャンヌは立ち上がり、ハサミを手に取る。そして男性に近づき、ハサミを首に突き立てる。
ジャンヌはダイニングテーブルの前に座り、血に染まったブラウスと手のまま、ぼんやりと物思いにふけっている。窓ガラスには通りのネオンサインが反射している。

## キャスト
- デルフィーヌ・セリッグ：ジャンヌ・ディエルマン
- ヤン・デコルテ：シルヴァン・ディエルマン
- アンリ・ストルク ：最初の客
- ジャック・ドニオル＝ヴァルクローズ：2番目の客
- イヴ・ビカル ：3番目の客

## 製作
ベルギー政府から120,000ドルの助成金を受けて製作された。スタッフの大半には女性が採用されている。キャメラは低い位置に固定され、正面を向いて均整の取れた構図で撮影されており、クローズアップや切り返し、主観ショットは用いられていない。撮影期間は5週間に及んだ。
監督のシャンタル・アケルマンは「私は、この作品をフェミニストの映画だと考えている。女性の毎日の身振りなどは、映像のヒエラルキーにおいて最も低い位置にあり、このような仕方で描かれたことはなかったからだ」と述べた。また、「この作品は、私が子供の頃に見ていた母親の身振りに由来している。そのことが本作を精密なものにしている」と語った。

## 評価
本作は世界中で非常に高い評価を受けており、しばしば「世界映画史上最高傑作」と評されるRotten Tomatoesでは、63件のレヴューに基づき支持率は95%となっている。サイトの総評は「『ジャンヌ・ディエルマン、ブリュッセル1080 、コメルス河畔通り23番地』は、1人の女性の存在を、ありのままに、そして最終的に魅了されるほど執拗に見つめた作品である」としている。Metacriticでは、15人の批評家による評価で加重平均スコア94点を獲得している。

### 公開時の評価
本作は、1975年のカンヌ国際映画祭の監督週間で初上映された。当初の批評家たちの反応は賛否両論で、「退屈で無意味なミニマリズムの演習」と批判する声もあれば、その映像美や時間の使い方を称賛する意見もあった。本作がヨーロッパで注目を集め、経済的な成功を収めたことで、アケルマンは1978年の『アンナの出会い』の製作資金を得ることができた。アメリカでの公開は1983年まで待たなければならなかった。
公開当時、評論家のルイ・マルコレルは本作を「映画史上初の〈女性的〉傑作」と評した。ジョナサン・ローゼンバウムはその長さとペースを擁護し、「この映画はその上映時間を必要としている。なぜなら、その主題は叙事詩的であり、時間の流れが観客に微細な変化やニュアンスを認識させる訓練となる。〈根源的な映画〉とは経験の根本に迫るものだとすれば、本作はその根がどこに、そしてどのように埋まっているかを示す作品である」と語っている。評論家ゲイリー・インディアナは「アケルマンの素晴らしさは、普通の映画では省略されるようなことでも観客を惹きつけてしまう力にある」と述べた。B・ルビー・リッチは「これまで決して語られることのなかった、家庭内での女性の時間の物質性をここまで生々しく描いた作品は他にない」と評し、マーシャ・キンダーは「これまでに観た女性監督の長編映画の中で最高の作品」とまで断言している。なお、アケルマン自身は「女性映画というものが存在するとは思わない」と語り、フェミニスト映画作家として見られることに抵抗を示していた。

### 後年の評価
本作は、時間の経過を重視し、物語的展開を抑える「スロー・シネマ」の代表作とされている。評論家リチャード・ブロディは「映画的モダニズムの離れ業であり、これまでにない形で時間をスクリーンに映し出した」と評した。また、ジェシカ・ウィンターは「本作の力は、その厳格さ、忍耐力、極端な規律に大きく由来している」とし、固定カメラ、長回し、クローズアップやリアクションショットの欠如といった形式を指摘した。彼女は「時間が過ぎていくにつれ、アケルマンは観客の注意力を再調整し、それに報いる」と述べている。
2009年のエッセイでイボーヌ・マルギュリースは、本作が当時のヨーロッパの女性運動と「完全に呼応」しており、「料理を映してセックスを隠す」という表現の経済性と性・ジェンダー政治の厳密な結びつきを持つものとして、従来の政治的ドキュメンタリーや劇映画に代わる、印象的なオルタナティブを提示したと評価した。

#### 文化的影響と人気
『ジャンヌ・ディエルマン』は映画関係者からカルト的な人気と高い評価を受けており、トッド・ヘインズ、ガス・ヴァン・サント、セリーヌ・シアマといった映画監督たちに明確な影響を与えている。特にヴァン・サントは、自身の作品『GERRY ジェリー』（2002年）や『エレファント』（2003年）の着想源として本作を挙げている。また、本作はパロディやスプーフ作品の題材にもなっている。2009年にクライテリオン・コレクションからDVDがリリースされた際には、ファンに向けて本作にインスパイアされた「料理動画」をYouTubeに投稿するコンテストも開催された。

#### 受賞・ランキング
2000年、米紙『ヴィレッジ・ヴォイス』が実施した映画批評家投票において、20世紀の映画ランキング第19位に選出された。2012年の『Sight & Sound』誌による「史上最高の映画」批評家投票では第35位だったが、2022年の同投票では見事第1位に輝いた。同年の監督投票では第4位タイとなっている。これは『自転車泥棒』『市民ケーン』『めまい』に続いて4作目の第1位であり、女性監督による作品としては史上初の快挙だった。
『Indiewire』のアダム・クックは「身振りが言葉よりも雄弁であるという点において、これは最も純粋なアクション映画である」と述べた。『ヴィレッジ・ヴォイス』のB・ルビー・リッチは「フェミニストの文化理論が求めていた、言いようのない真実を伝えることのできる新しい言語は、本作によって創り出された」と指摘した。
英国映画協会が10年ごとに発表している「史上最高の映画100(2022年)」において第1位、英国のBBCが選んだ「外国語映画トップ100」（2018年10月30日発表;BBCが世界のトップ映画批評家209人にアンケートし、英語以外のいわゆる外国語映画としてのトップ100）で、第14位にランキングされている。

## タイトルについて
タイトル内の固有名詞（姓）Dielman は、日本の2022年の「シャンタル・アケルマン映画祭」での劇場公開時には「ディエルマン」と表記されたが、監督自身は「ディルマン」または「ディールマン」のように発音する。なお、タイトルにある「1080」はコメルス河畔通りが属する地区の郵便番号である。